# روزهای جوانی
روزهای جوانی (به ژاپنی: 学生ロマンス 若き日 Gakusei romance: Wakaki hi) فیلمی به کارگردانی یاسوجیرو ازو است که در سال ۱۹۲۹ اکران شد. از بازیگران آن می‌توان به چیشو ریو اشاره کرد.